# 福兰维尔-代讷蒙
福兰维尔-代讷蒙（法語：Follainville-Dennemont，法語發音：[fɔlɛ̃vil dɛnmɔ̃]）是法国中北部法兰西岛大区伊夫林省的一个市镇，属于芒特拉若利区。 

## 地理
福兰维尔-代讷蒙（49°1'14"N, 1°42'50"E）面积9.69 平方千米，位于法国法蘭西島大區伊夫林省，该省份为法国北部内陆省份，北起瓦兹河谷省，西接厄尔省，西南接厄尔-卢瓦省，东南接埃松省，东临上塞纳省。
与福兰维尔-代讷蒙接壤的市镇（或旧市镇、城区）包括：丰特奈圣佩尔、盖尔讷、利迈、芒特拉若利、圣马丹拉加雷讷、圣西尔昂纳尔蒂、韦特伊。

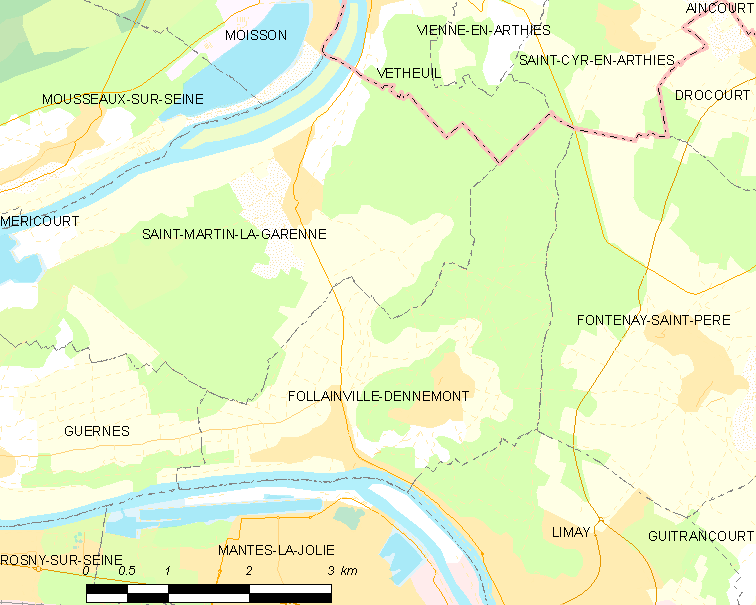
福兰维尔-代讷蒙的OSM定位图

福兰维尔-代讷蒙的时区为UTC+01:00、UTC+02:00（夏令时）。

## 行政
福兰维尔-代讷蒙的邮政编码为78520，INSEE市镇编码为78239。

## 政治
福兰维尔-代讷蒙所属的省级选区为利迈县。

## 人口

1962-2008年间福兰维尔-代讷蒙人口变化图示

福兰维尔-代讷蒙于2022年1月1日时的人口数量为2178人。